# Five Stairsteps
Five Stairsteps était un groupe vocal américain, populaire dans les années 1960.
Le groupe est formé en 1958 à Chicago de quatre frères et une sœur adolescents, enfants du bassiste talentueux et détective au Chicago Police Department Clarence Burke.
Le groupe est le plus connu pour sa chanson O-o-h Child, qui figure à la 402e place dans la liste des «500 plus grandes chansons de tous les temps» selon le magazine américain Rolling Stone